# Schloss Herrnneuses
Schloss Herrnneuses ist die Bezeichnung zweier abgegangener Schlösser in Herrnneuses, einem Gemeindeteil der Kreisstadt Neustadt an der Aisch im Landkreis Neustadt an der Aisch-Bad Windsheim (Mittelfranken, Bayern).

## Geschichte
Vermutlich bereits seit Ende des 12. Jahrhunderts gab es am südlichen Dorfrand von „Newses“ eine Burg. Diese Burg wurde 1525 während des Bauernkriegs zerstört und danach nicht wieder aufgebaut und vollständig abgetragen.
Außerdem gab es nacheinander zwei Schlösser in Herrnneuses.
Um 1550 wurde durch die Herren von Wichsenstein mitten im Dorf ein Schloss erbaut.  1668 kaufte der Generalfeldmarschall Graf Wolfgang Julius von Hohenlohe-Neuenstein Wilhermsdorf und das Rittergut Neuses. 1701 erfolgte die Einrichtung einer Dorfschule im Schloss. Das Alte Schloss wurde 1732 wegen Baufälligkeit abgerissen. Es folgte die Errichtung eines neuen Schulgebäudes an gleicher Stelle.
Durch folgende Heiraten und Erbschaften der von Hohenlohe ging der Besitz an die Grafen von Limburg-Styrum. 1769 wurde durch Philipp Ferdinand von Limburg-Styrum am südlichen Dorfrand ein neues, eher einfaches, Schlösschen gebaut, in dem sich zeitweise bemerkenswertes gräfliches Leben abspielte. Dieses Schloss wurde 1812 abgebrochen. Noch bis weit ins 19. Jahrhundert hinein war auf Landkarten die Ruine „Styrum“ eingezeichnet. Heute ist davon nichts mehr erhalten.